# Robert Nay
Robert John Nay (ur. 15 listopada 1956 w Gold Coast, zm. 7 listopada 1992 tamże) – australijski pływak, olimpijczyk.
Reprezentował Australię na Letnich Igrzyskach Olimpijskich 1972, które odbyły się w Monachium.